# Миология

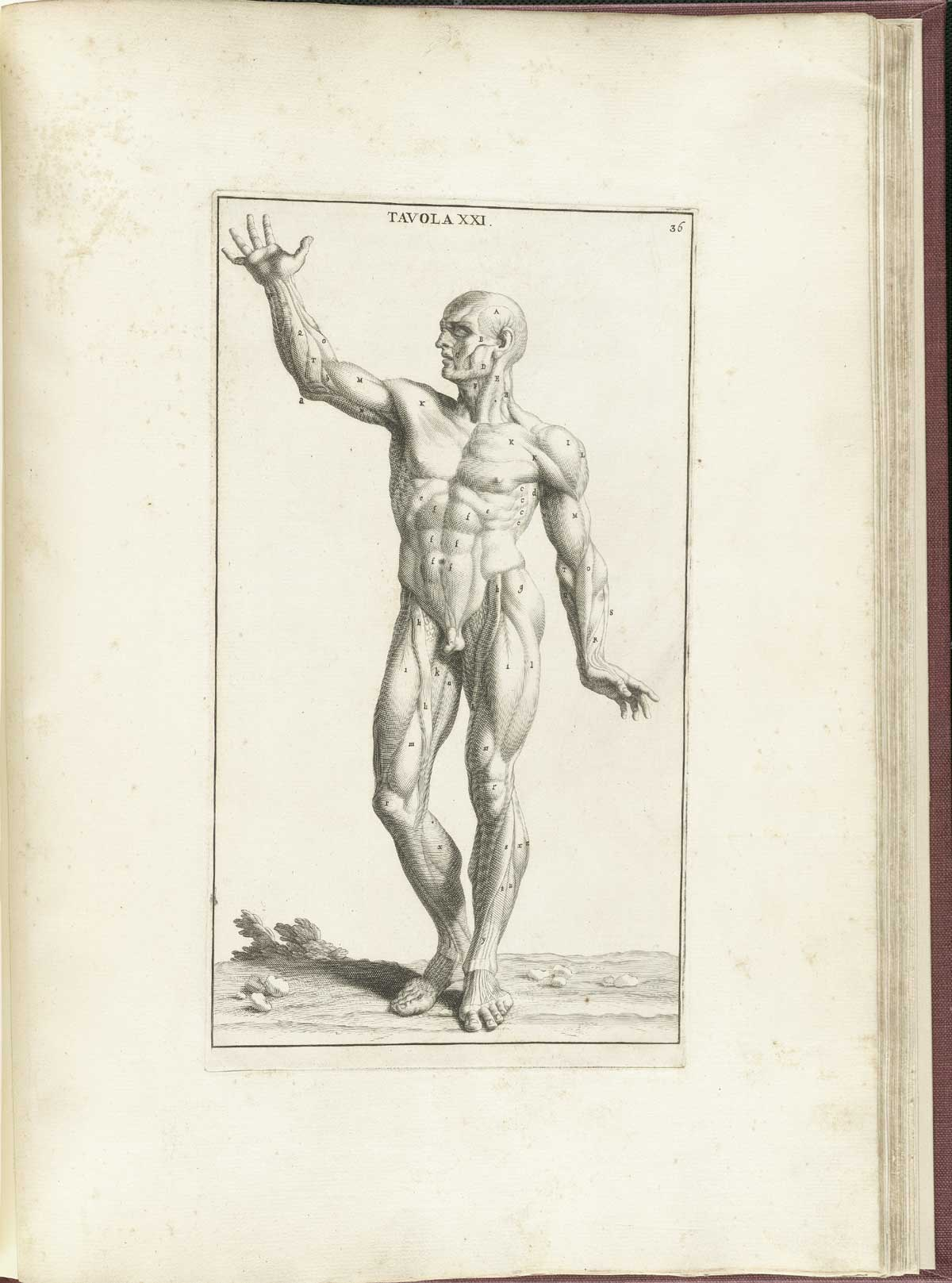
Миология — учение о мышцах.

Миоло́гия (лат. myologia, от греч. μυς — мышца и λόγος «учение, наука») — учение о мышцах, научная дисциплина, изучающая строение, развитие, свойства и функции мышц в норме и при патологии. Современная миология входит в сферу анатомии, физиологии и клинической медицины. Учение об анатомии мышц находится в тесной взаимосвязи с такими анатомическими дисциплинами, как ангиология, нейроанатомия, топографическая анатомия.

## История миологии
Древними авторами миология не рассматривалась как отдельный раздел анатомии, однако первые дошедшие до нас изыскания в сфере миологии проводил уже древнегреческий врач Гиппократ. Кинематическую роль мышц первыми описывали Аристотель и Гален, анализировавшие движения животных и человека; Гален впервые указал на наличие мышц-антагонистов, вызывающих движение в противоположных направлениях. Средневековый учёный Авиценна впервые описал глазодвигательные мышцы. 
Основоположниками научной анатомии в целом и миологии в частности стали Леонардо да Винчи и Андреас Везалий, одними из первых начавшие вскрывать трупы для исследования и описания строения человеческого тела. Перу Леонардо да Винчи принадлежит множество подробных анатомических зарисовок мышц и их описаний при различных состояниях тела, Везалий осуществил систематическое изложение описательной анатомии мышц в своём труде «О строении человеческого тела». Веком позже врач и анатом Томас Виллис (Виллизий) впервые описал миофибриллы и их роль в мышечном сокращении. Хирург и анатом Николай Иванович Пирогов, в числе прочих трудов по топографической анатомии, заложил основу учения о топографии фасций как о вспомогательном аппарате мышечной и сосудистой систем. Пётр Францевич Лесгафт и его последователи разрабатывали направление функциональной миологии, изучая роль среды и физических упражнений в развитии организма, характер изменений в мышцах и костях при физических нагрузках и т.д. Физиолог Иван Михайлович Сеченов выдвинул концепцию мышечной чувствительности (проприоцепции). 

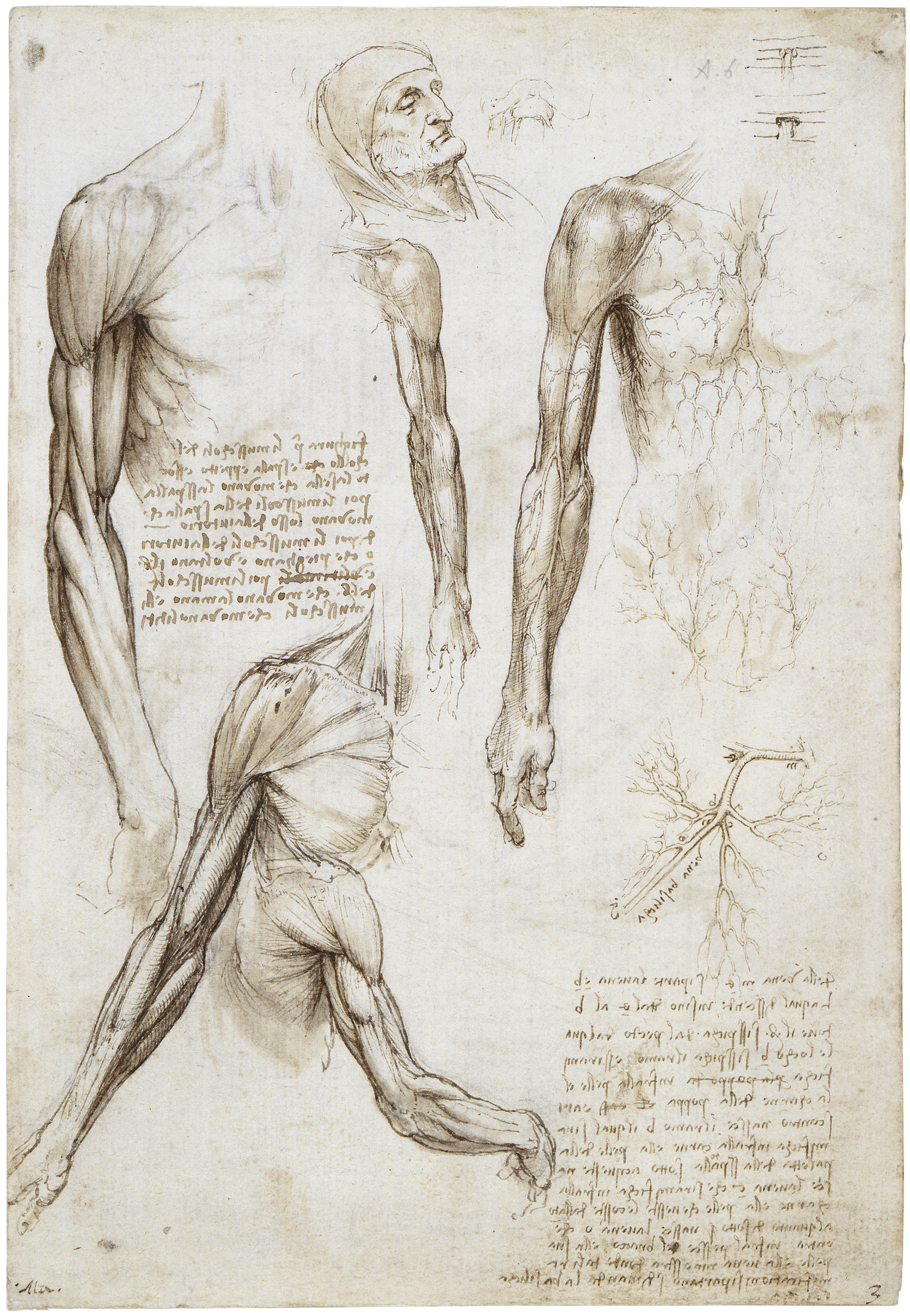
Мышцы верхней конечности в изображении Леонардо да Винчи